# 王士元 (1933年)
王士元（1933年—），男，上海人，中国语言学家，中央研究院院士。

## 生平
王士元早年先在中國接受教育，後來在美國紐約完成中學教育。在哥倫比亞大學讀工程與社會科學時所修習的語言學課程激發了他的語言學興趣。其後就在密西根大學攻讀語言學，師從Peterson ,G並於1960年取得語言學博士學位。*20世紀60年代初期任教於俄亥俄州立大學，協創語言系與東亞語文學系。1965年轉入加州大學伯克萊分校受聘正教授，期間創辦「音韻實驗室」、「語言分析研究所」這個影響力十足的跨學科漢語研究中心，並創辦《中國語言學學報》（1973年）。
1995年移居香港，任教香港城市大學語言工程講座教授。2005年加入香港中文大學，任電子系、語言學及現代語言系、東亞研究中心的研究教授。2015年起擔任國立臺灣師範大學華語文教學系講座教授。

## 社会兼职
南開大學、清華大學、雲南大學兼職教授、蘭州大學和香港科技大學的客座教授。

## 主要著作
- 2000年《語言的探索》北京：商務印書館
- 2007年《語言、語音與技術》香港：香港城市大學
- 2013年《演化語言學論集》北京；商務印書館
- 2014年《語言、演化與大腦》台北：高等教育出版社

## 相關著作
- 2013年《大江東去：王士元教授八十歲賀壽文集》香港：香港城市大學
- 2014年《拉波夫與王士元的對話》北京：北京大學

## 參见
- 歷史語言學
- 聲學語音學

## 延伸阅读
[在维基数据编辑]